# Ducati Multistrada
Ducati Multistrada bezeichnet eine Modellreihe sportlicher Tourenmotorräder mit Stilelementen von Reiseenduros. Sie wurde als Studie erstmals im Herbst 2001 auf der EICMA in Mailand als damals fünfte Modellreihe von Ducati nach Monster (Naked Bike), Desmosedici (Supersport), Panigale (Superbike), Sporttouring vorgestellt. Ab dem Modelljahr 2010 wurde die Modellreihe stark überarbeitet.

## Modellgeschichte

### Erste Serie: 1000, 620, 1100
Die erste Serienausführung mit luft-/ölgekühlten Zweizylinder-V-Motoren mit 2 Ventilen pro Zylinder hatte im September 2002 auf der IFMA in München Premiere und wurde ab März 2003 an die Kunden ausgeliefert.
Traditionell aufgebaut mit einem Gitterrohrrahmen aus ALS-450-Stahlrohren, Upside-Down-Gabel, Aluminium-Einarmschwinge (Modell 620 ab 2005: mit Stahl-Zweiarmschwinge) mit Einzelfederbein und Endschalldämpfern im Heck. Der damalige Ducati-Designer Pierre Terblanche entwarf ein schlankes Motorrad mit einem 20-Liter-Tank, der bis unter die Sitzbank reicht, und einer im oberen Teil mitlenkenden Halbverkleidung. Lange Federwege (165 mm vorn, 140 mm hinten), aufrechte Sitzposition und stärker profilierte Reifen (Pirelli Scorpion Sync.) sollen auch auf weniger gut ausgebauten Straßen ein angenehmes Fahren ermöglichen.
Es stand ein reichhaltiges Angebot an Zubehör zur Verfügung, entweder für den sportlichen oder mehr tourenbetonten Einsatz.
2005 ergänzte Ducati die Serie um die Modelle 1000S DS (mit Öhlins-Fahrwerk und Verkleidungsteilen aus Carbon) und 620, die es in Rot und Schwarz gab.
Bis zum Modelljahr 2006 wurden zwei luft-/ölgekühlte 90°-V2-Motoren eingesetzt, beides Zweiventiler mit Marelli-Einspritzung und ungeregeltem Katalysator (Euro II):
- 1000 DS und 1000 S DS: 992 cm³ (94 mm Bohrung × 71,5 mm Hub), Doppelzündung, 61 kW (84 PS), 84 Nm
- 620 und 620 Dark: 618 cm³ (80 mm Bohrung × 61,5 mm Hub), 46 kW (63 PS), 56 Nm

Im Modelljahr 2007 kam ein 1100er Motor, der mehr Drehmoment und Leistung sowie einen geregelten Katalysator mit Lambda-Sonde hat. Außerdem wurde der Motor aus akustischen Gründen von Trocken- auf Ölbadkupplung umgestellt. Die Federelemente kommen in der Basisversion nicht mehr von SHOWA, sondern von Marzocchi und Sachs, in der S-Version weiter von Öhlins. Dank eines neuen Sensors soll die Tankanzeige nun genauere Werte anzeigen.

### Zweite Serie: 1200
Bei der 2010 eingeführten zweiten Serie wurde das Motorrad komplett überarbeitet. Es hatte einen flüssigkeitsgekühlten Vierventilmotor mit 1200 cm³ Hubraum und 110 kW (150 PS). Die ehemals lenkerfeste Teilverkleidung wurde zugunsten einer rahmenfesten Verkleidung aufgegeben.
Zum Modelljahr 2015 wurde die Multistrada leicht modifiziert. 2016 kam die Variante Multistrada 1200 Enduro mit 19"-Vorderrad, überarbeitetem V2-Motor und zusätzlichen elektronischen Funktionen hinzu.

### Multistrada 950 / V2
Auf der EICMA 2016 wurde die leichtere und günstigere Multistrada 950 mit dem aus der Hypermotard / Hyperstrada stammenden V2-Motor mit 937 cm³ Hubraum vorgestellt. Zur Markteinführung 2017 betrug die Nennleistung 116 kW (113 PS) bei 9000 min−1, das maximale Drehmoment 96 N·m bei 7750 min−1. Ab dem Modelljahr 2022 wurde anlässlich einer Überarbeitung die Modellbezeichnung in Multistrada V2 geändert. Dabei wurde die Sitzposition modifiziert und der Motor an den Euro 5-Standard angepasst. Er erhielt 170 g leichtere Pleuel und neue Software für Einspritzung und Zündung. Auch Getriebegehäuse und Kupplung wurden überarbeitet. Die Maschine erhielt der Multistrada V4 ähnliche, leichtere Räder. Auf der Landstraße verbrauchten beide Modelle etwa 5 l/100 km Benzin.

### Multistrada 1260
Auf der EICMA 2017 wurde die Multistrada 1260 vorgestellt. Ein Jahr später wurde der Motor mit einer variablen Ventilsteuerung (Testastretta DVT, für Desmodromic Variable Timing) ausgerüstet: die Spitzenleistung betrug 116 kW (158 PS) bei 9300 min−1, das größte Drehmoment 128 Nm bei 7500 min−1. Dabei lagen 85 Prozent des maximalen Drehmoments unter 3500 Umdrehungen an. Im Herbst 2019 folgte eine Grand Tour-Variante.

### Multistrada V4
Seit 2021 wird auch die Multistrada mit einem V4-Motor angeboten. Er wurde von dem Motor der Panigale V4 abgeleitet, hat aber mit 1158 cm³ einen größeren Hubraum. Seine Nennleistung beträgt 125 kW (170 PS) bei 10.500 min−1, sein Drehmoment 125 Nm bei 8.750 min−1. Weiter hält er die Euro-5-Norm ein. Das Hauptwartungsintervall der Maschine liegt bei 60.000 km. Die Multistrada V4 wird auch als S- und S-Sport-Variante angeboten.

## Bildergalerie

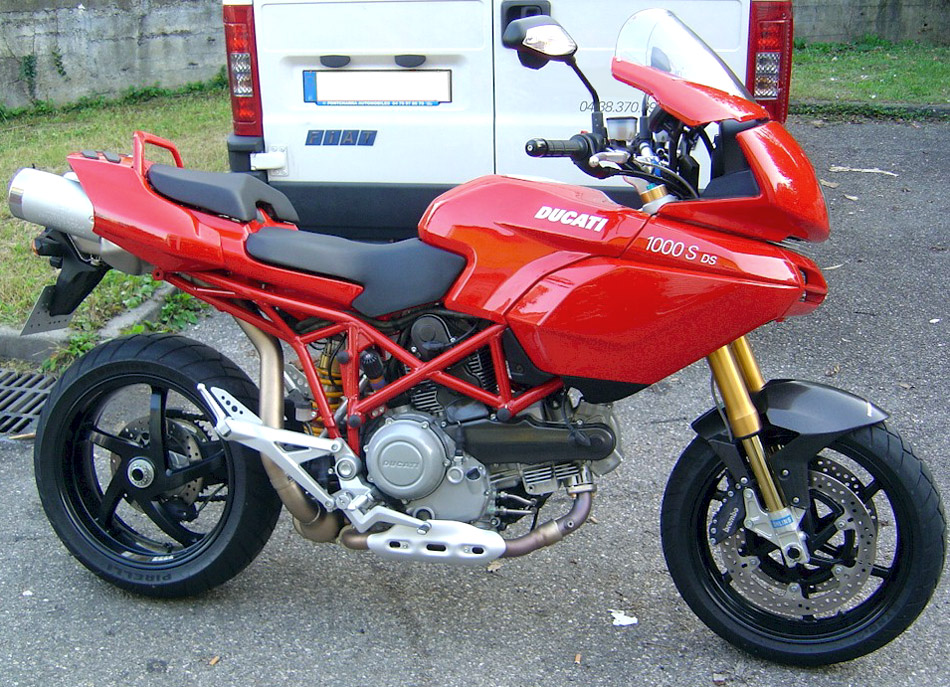
Ducati Multistrada 1000s DS (2006)
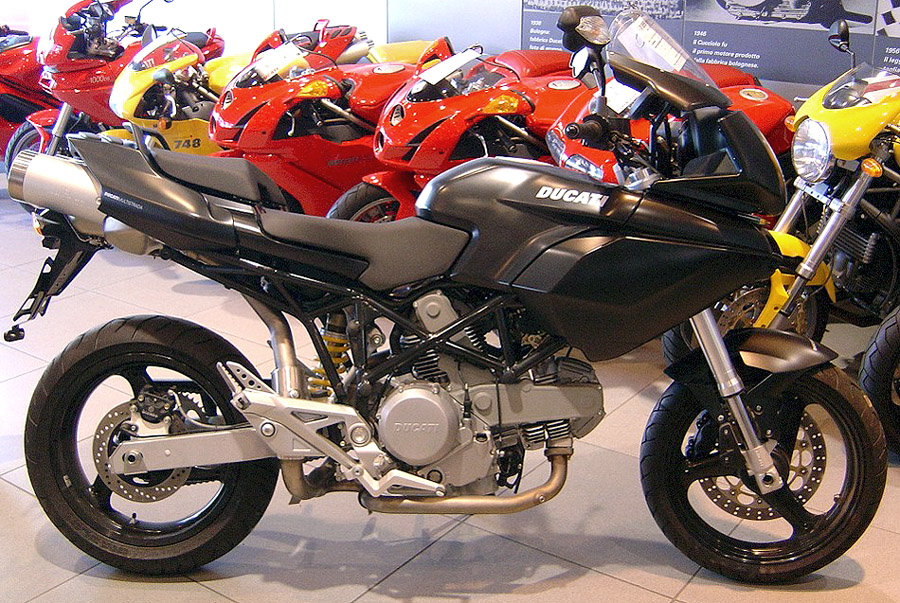
Ducati Multistrada 620 Dark (2005)
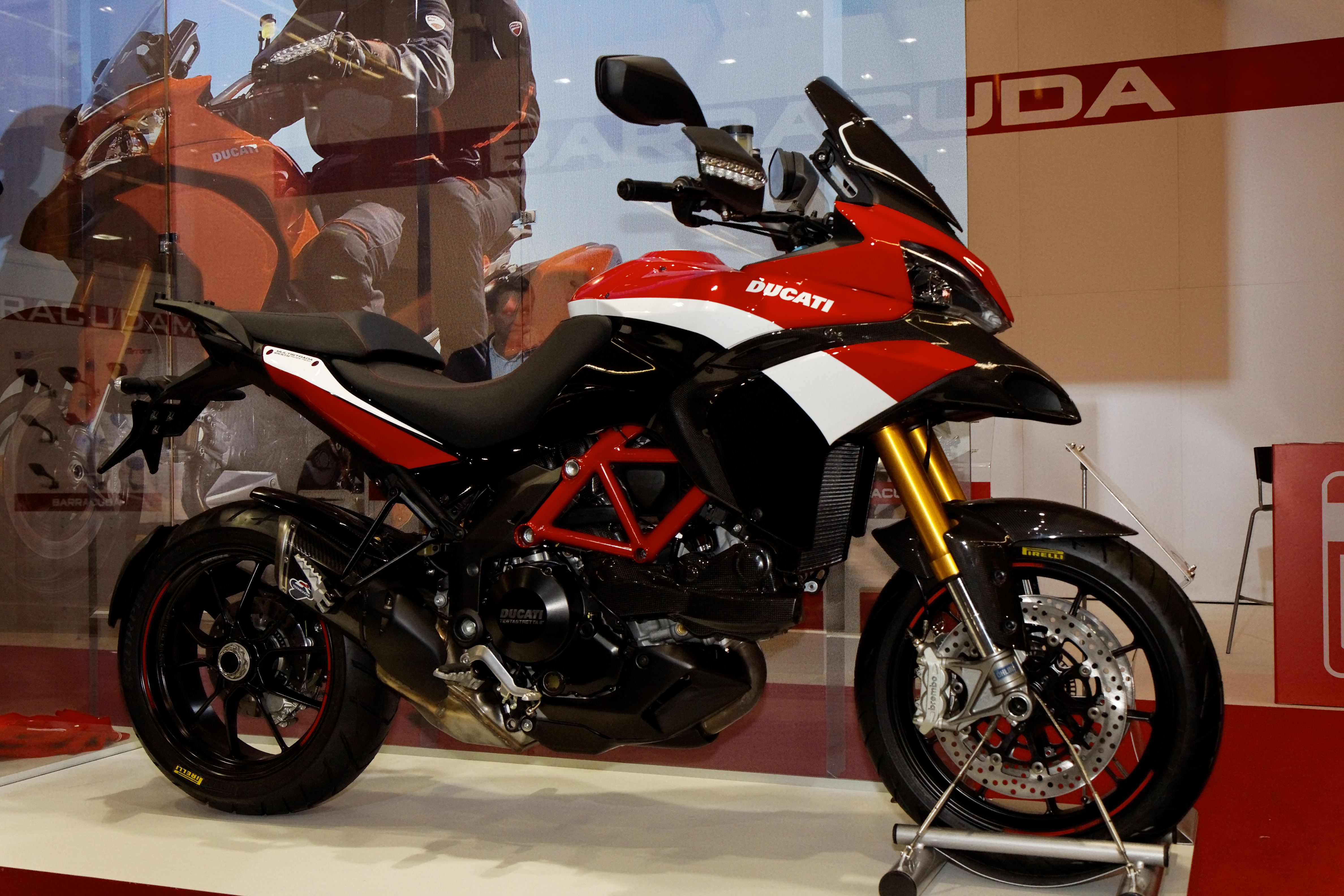
Multistrada 1200 (2011)
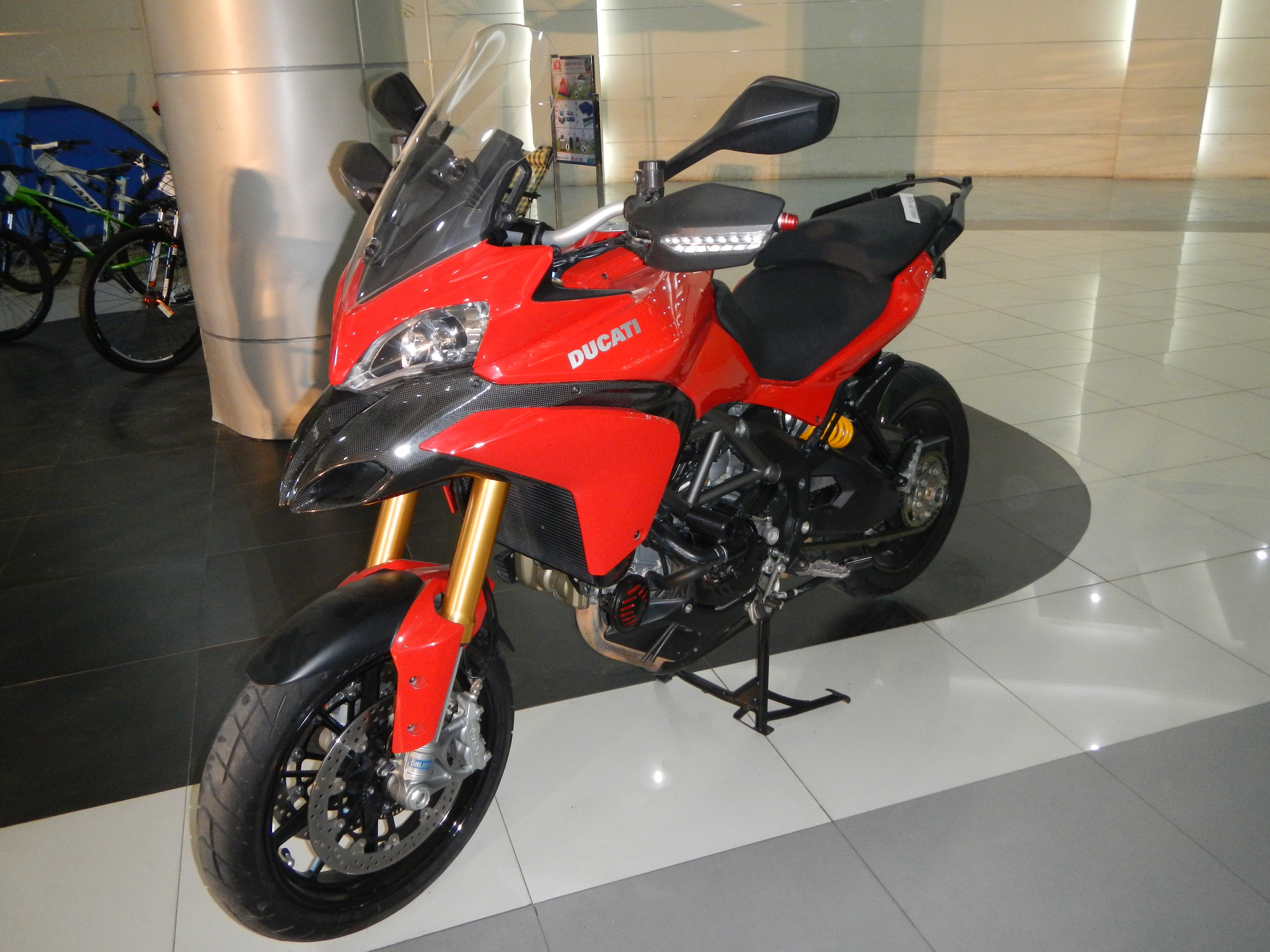
Multistrada 1200 (2013)
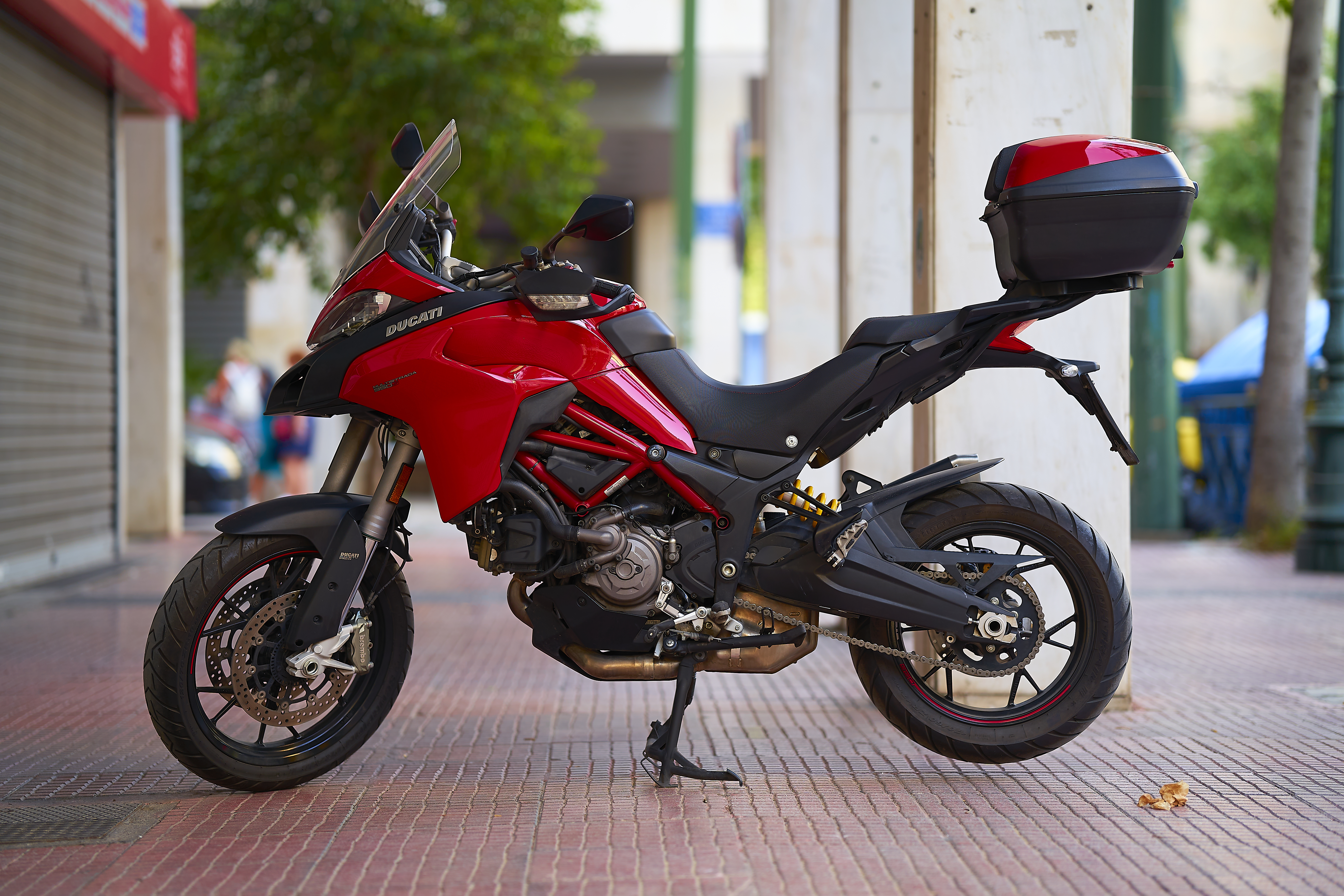
Multistrada 950s (2017)
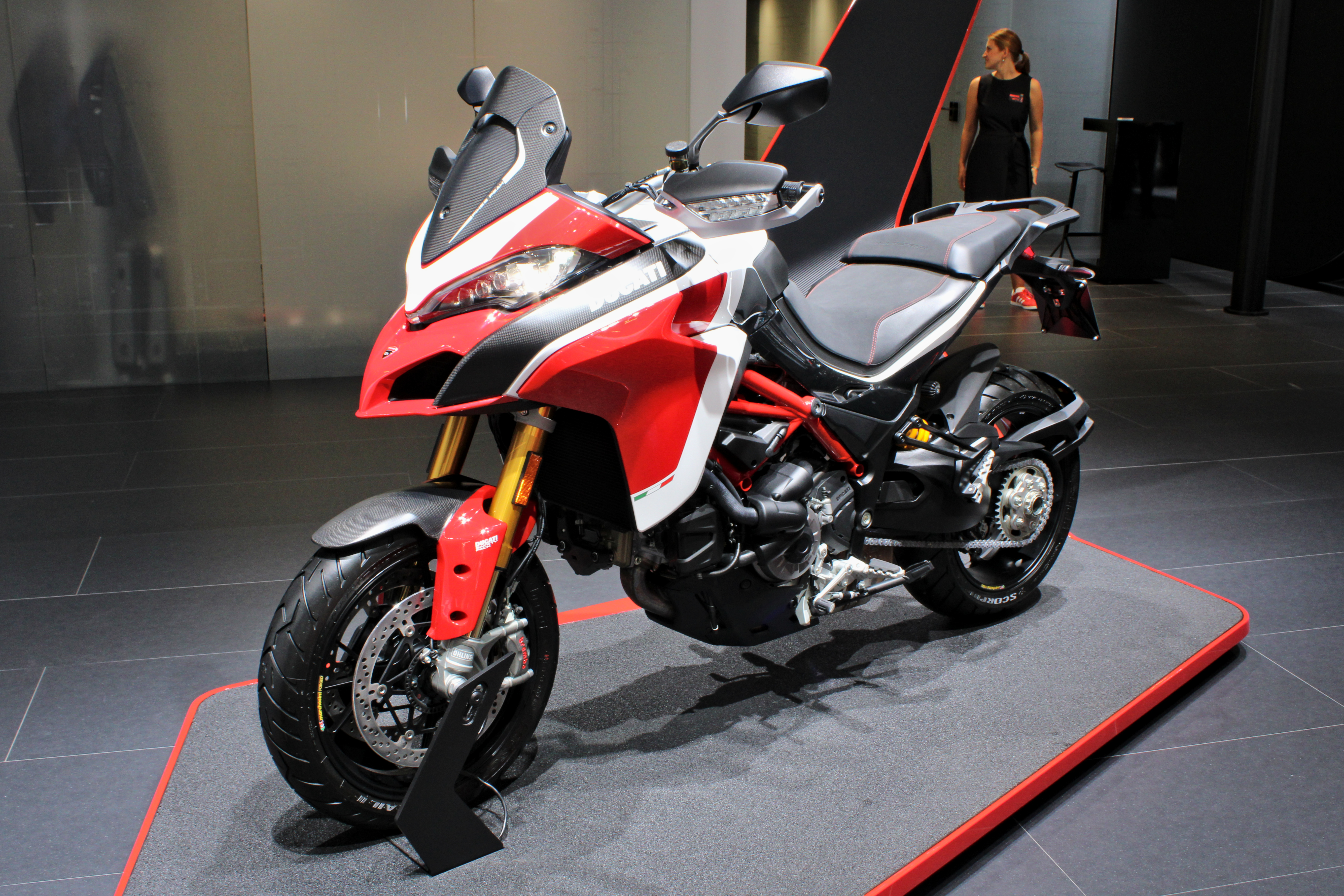
Multistrada 1260 Pikes Peak (2018[12])